# Barleria dolomiticola
Barleria dolomiticola är en akantusväxtart som beskrevs av M.J. och K. Balkwill. Barleria dolomiticola ingår i släktet Barleria och familjen akantusväxter. Inga underarter finns listade i Catalogue of Life.